# Rhodania festucae
Rhodania festucae är en insektsart som beskrevs av Hadzibejli 1959. Rhodania festucae ingår i släktet Rhodania och familjen ullsköldlöss. Inga underarter finns listade i Catalogue of Life.